# 이슬람 개발 은행
이슬람 개발 은행(아랍어: البنك الإسلامي للتنمية, IsDB로 약칭)은 사회기반시설 개발을 위한 이슬람 금융에 중점을 둔 다자간 개발 금융 기관으로, 사우디아라비아 지다에 위치해 있다. 총 57개의 주주 회원국이 있으며, 가장 큰 단일 주주는 사우디아라비아이다.

## 역사
이슬람 개발 은행은 1973년 제1차 이슬람 회의 기구(현재 이슬람 협력 기구) 재무장관 회의에서 당시 사우디아라비아 국왕의 지원(파이살)으로 설립되었으며, 1975년 4월 3일에 활동을 시작했다.
2013년 5월 22일, 이슬람 개발 은행은 회원국 및 비회원국 무슬림들에게 더 나은 서비스를 제공하기 위해 승인 자본을 1,500억 달러로 세 배 증액했다. 이슬람 개발 은행은 스탠더드 앤드 푸어스, 무디스, 피치로부터 AAA 신용등급을 받았다. 사우디아라비아는 은행 납입 자본의 약 4분의 1을 보유하고 있다. 이슬람 개발 은행은 유엔 총회 옵서버이다.

## 회원국
현재 은행 회원국은 57개국이다. 회원 가입의 기본 조건은 장래 회원국이 이슬람 협력 기구(OIC)의 회원국이어야 하고, 은행 자본에 기여금을 납부해야 하며, IsDB 총재단이 결정하는 조건과 약관을 기꺼이 수락해야 한다.

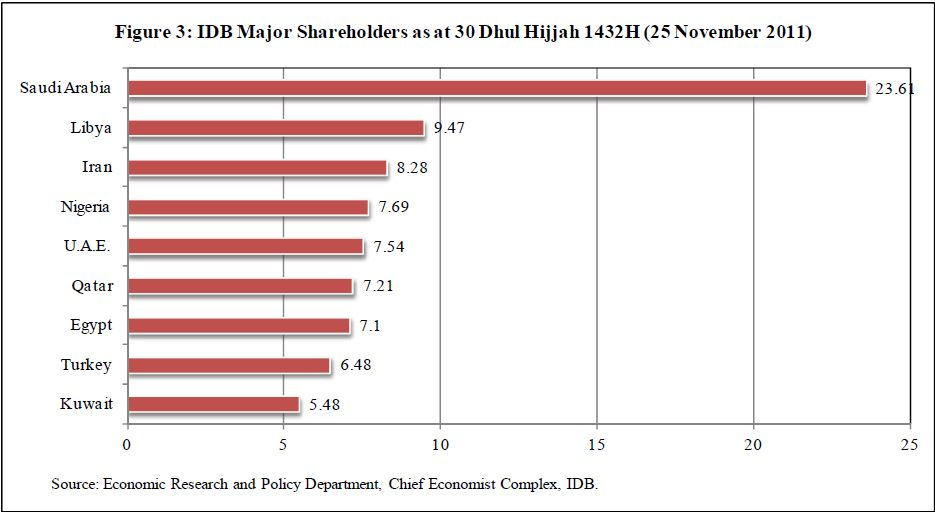
1432년 둘히자 30일 (2011년 11월 25일) 현재 이슬람 개발 은행 주요 주주

(주식자본 기준 2024년 5월 현재), 주요 주주는 다음과 같다.
1. 사우디아라비아 (22.5%)
2. 리비아 (9.03%)
3. 인도네시아 (7.94%)
4. 이란 (7.90%)
5. 나이지리아 (7.33%)
6. 카타르 (6.87%)
7. 이집트 (6.77%)
8. 쿠웨이트 (6.62%)
9. 아랍에미리트 (6.48%)
10. 튀르키예 (6.17%)

## 조직

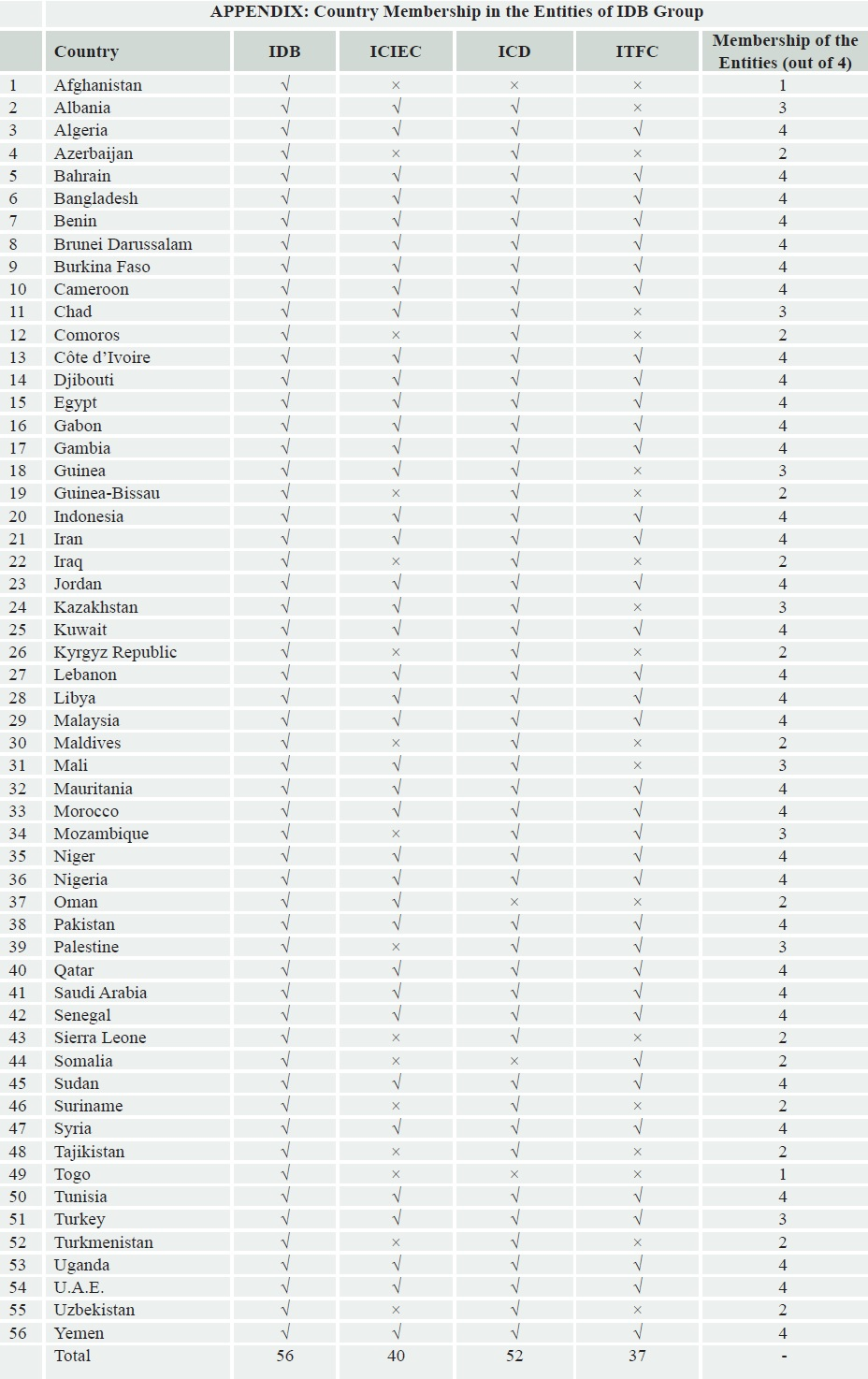
이슬람 개발 은행 그룹 엔티티 회원국

이슬람 개발 은행(IsDB), 이슬람 개발 은행 연구소(IsDBI), 이슬람 민간 개발 공사(ICD), 투자 및 수출 신용 보험 이슬람 공사(ICIEC), 국제 이슬람 무역 금융 공사(ITFC)의 다섯 개 조직으로 구성된 그룹으로 발전했다.

## 활동
이슬람 개발 은행 그룹은 다음과 같은 광범위하고 전문적인 통합 활동에 참여한다.
- 공공 및 민간 부문 프로젝트 금융;
- 빈곤 완화를 위한 개발 지원;
- 역량 강화를 위한 기술 지원;
- 회원국 간 경제 및 무역 협력;
- 무역 금융;
- 중소기업 금융;
- 자원 동원;
- 이슬람 금융 기관에 대한 직접 지분 투자;
- 투자 및 수출 신용에 대한 보험 및 재보험 보장;
- 이슬람 경제 및 금융에 대한 연구 및 교육 프로그램;
- 아우까프 투자 및 금융;
- 회원국 및 비회원국 무슬림 공동체를 위한 특별 지원 및 장학금;
- 긴급 구호;
- 회원국 공공 및 민간 기관에 대한 자문 서비스.

### 프로젝트 및 프로그램
- 가오 대교 (말리): 몇 년 전까지 가오에서 니제르강을 건너는 것은 페리로 이루어졌는데, 페리가 운행될 때도 있고 아닐 때도 있었다. 이는 발전을 저해하고 무역을 방해했다. 이슬람 개발 은행이 자금을 지원한 가오 대교는 한때 고립되었던 말리 동부의 가오 지역을 내륙과 연결했다.[10]

## 같이 보기
- 이슬람 협력 기구의 경제
- 아시아 개발 은행
- 아시아 인프라 투자 은행
- 유럽 부흥 개발 은행
- 아프리카 개발 은행
- 유럽 투자은행
- 미주개발 은행
- 이슬람 금융